# Campeonato Central de Rugby 2007
El Torneo Central de Rugby de Primera División de 2007 fue campeonato disputado en la 60.ª temporada de la máxima categoría del rugby de Chile. Comenzó el 19 de abril de 2007 y finalizó el 11 de noviembre de dicho año con Los Troncos de Concepción como campeón, quien se adjudicó su primer campeonato luego de superar en la final del certamen a Universidad Católica por 37 a 25.
Fue integrado por 12 equipos, que jugaron en dos rondas con un sistema de todos-contra-todos, al término de las cuales se disputó una fase de play-offs o sistema de eliminación directa, en donde los cuatro primeros clasificados jugaron semifinal (partidos de ida y vuelta) y final por el Copa de Oro, los equipos clasificados entre el puesto 5 y 8 jugaron por la Copa de Plata, mientras que los cuatro restantes lo hicieron por la de Bronce.

## Fase regular

### Tabla General
| Pos | Equipo               | PJ | G  | E | P  | TF  | TC   | DIF  | PE | Pts |
| --- | -------------------- | -- | -- | - | -- | --- | ---- | ---- | -- | --- |
| 1   | Los Troncos          | 22 | 18 | 0 | 4  | 924 | 336  | 588  | 16 | 70  |
| 2   | Universidad Católica | 22 | 18 | 0 | 4  | 712 | 382  | 300  | 14 | 68  |
| 3   | Old Mackayans        | 22 | 14 | 1 | 7  | 734 | 328  | 406  | 17 | 60  |
| 4   | Old John's           | 22 | 16 | 1 | 5  | 579 | 320  | 259  | 9  | 58  |
| 5   | Stade Francais       | 22 | 13 | 0 | 9  | 584 | 398  | 186  | 14 | 53  |
| 6   | PWCC                 | 22 | 12 | 1 | 9  | 586 | 478  | 108  | 13 | 50  |
| 7   | Old Boys             | 22 | 12 | 2 | 8  | 568 | 374  | 194  | 11 | 49  |
| 8   | COBS                 | 22 | 10 | 1 | 11 | 523 | 507  | 16   | 10 | 41  |
| 9   | Alumni SC            | 22 | 9  | 0 | 13 | 435 | 567  | -132 | 7  | 34  |
| 10  | Viña R.C.            | 22 | 4  | 0 | 18 | 293 | 735  | -442 | 7  | 19  |
| 11  | Old Georgians        | 22 | 2  | 0 | 20 | 271 | 834  | -563 | 5  | 11  |
| 12  | Sporting R.C.        | 22 | 1  | 0 | 21 | 236 | 1186 | -950 | 2  | 4   |

 PJ=Partidos jugados; G=Partidos ganados; E=Partidos empatados; P=Partidos perdidos; TF=Tantos a favor; TC=Tantos en contra; DIF=Diferencia; PE=Puntos extra;Pts=Puntos 
|  | Playoffs Copa de Oro    |
|  | Playoffs Copa de Plata  |
|  | Playoffs Copa de Bronce |

## Play-Offs Copa de Plata

### Semifinales
Se jugaron entre el 27 y el 3 de noviembre de 2007. En la tabla se muestran los equipos según la localía en el partido de ida.

#### PWCC  - Old Boys
| 27 de octubre de 2007, 15:30 | PWCC | 23:20 | Old Boys | Prince of Wales Country Club, Santiago |  |

| 3 de noviembre de 2007, 15:30 | Old Boys | 35:20 | PWCC | Peñalolén, Santiago |  |

#### COBS - Stade Francais
| 27 de octubre de 2007, 17:00 | COBS | 18:21 | Stade Francais | Craighouse, Santiago |  |

| 3 de noviembre de 2007, 16:00 | Stade Francais | 12:10 | COBS | Stade Francais, Santiago |  |

### Final

#### Stade Francais - Old Boys
| 11 de noviembre de 2007 | Stade Francais | 18:38 | Old Boys | Stade Francais, Santiago |  |

## Play-Offs Copa de Oro

### Semifinales
Se jugaron entre el 28 y el 3 de noviembre de 2007. En la tabla se muestran los equipos según la localía en el partido de ida.

#### Old John's  - Los Troncos
| 28 de octubre de 2007, 15:30 | Old John's | 12:20 | Los Troncos | La Posada, Santiago |  |

| 3 de noviembre de 2007, 15:30 | Los Troncos | 27:8 | Old John's | Tineo Park, Concepción |  |

#### Old Mackayans - Universidad Católica
| 28 de octubre de 2007, 15:30 | Old Mackayans | 21:30 | Universidad Católica | Reñaca, Viña del Mar |  |

| 3 de noviembre de 2007, 16:00 | Universidad Católica | 13:17 | Old Mackayans | San Carlos de Apoquindo, Santiago |  |

### Final

#### Los Troncos - Universidad Católica
| 10 de noviembre de 2007, 16:30 | Los Troncos | 37:25 | Universidad Católica | Stade Francais, Santiago       |  |
|                                |             |       |                      | Asistencia: 2.000 espectadores |  |